# Benz Patent Motorwagen
Benz Patent Motorwagen är en trehjulig bil från 1885, som räknas som den första motordrivna bilkonstruktionen. 
Carl Benz sökte patent i Tyskland på bilen den 29 januari 1886 och visade upp uppfinningen i juli samma år på Ringstrasse i Mannheim. Bilen salufördes från 1887.
Det enda bevarade exemplaret finns i Deutsches Museum i München.

## Specifikationer
Etter att ha konstruerat en fungerande bensindriven tvåtaktsmotor 1873, satsade Benz på att utveckla motorfordon, samtidigt som han fortsatte att konstruera och tillverka stationära motorer. Patent Motorwagen är en trehjulig bil med motorn monterad där bak. Den byggdes av stålrör, med paneler i trä. Hjulen hade ekrar av stål och massiva gummidäck, och var av Benz egen konstruktion. Styrningen hade kugghjul som verkade på det ofjädrade framhjulet. Elliptiska fjädrar användes för bakhjulen. Fordonet hade kedjedrift av bakhjulen. 
På den första Patent Motorwagen använde Benz en 954 kubikcentimeters encylindrig fyrtaktsmotor. Denna hade 0,67 hk effekt vid 250 varv/minut. Det var en mycket lätt motor för att vara från denna tid och vägde bara omkring 100 kg.
Benz tillverkade senare flera varianter av Patent Motorwagen. Modell nummer 2 hade 1,5 hk och modell nummer 3 hade 2 hk, vilket gav en högsta hastighet på omkring 16 km/timme. Chassit förbättrades 1887 med användandet av tre ekrade hjul, tillägg av en bränsletank samt av en manuell broms med bromsband av läder på bakhjulen.

## Kopior
Åren 1986-1997 tillverkades ett mindre antal kopior i samband med bilens etthundraårsjubileum av firman John Bentley Engineering i Storbritannien.

## Bildgalleri

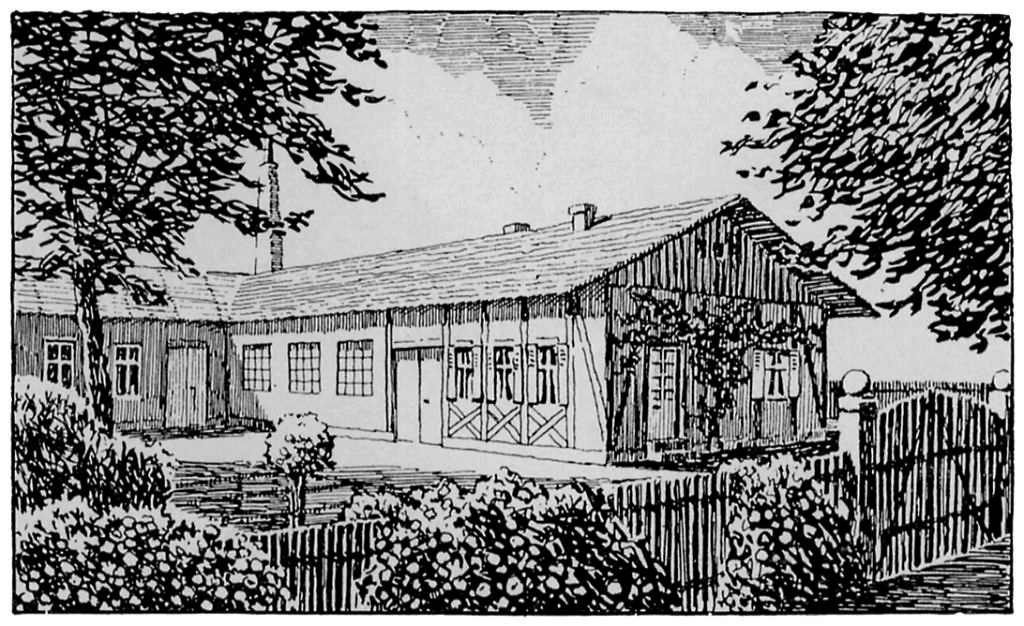
Carl Benz verkstad i Mannheim
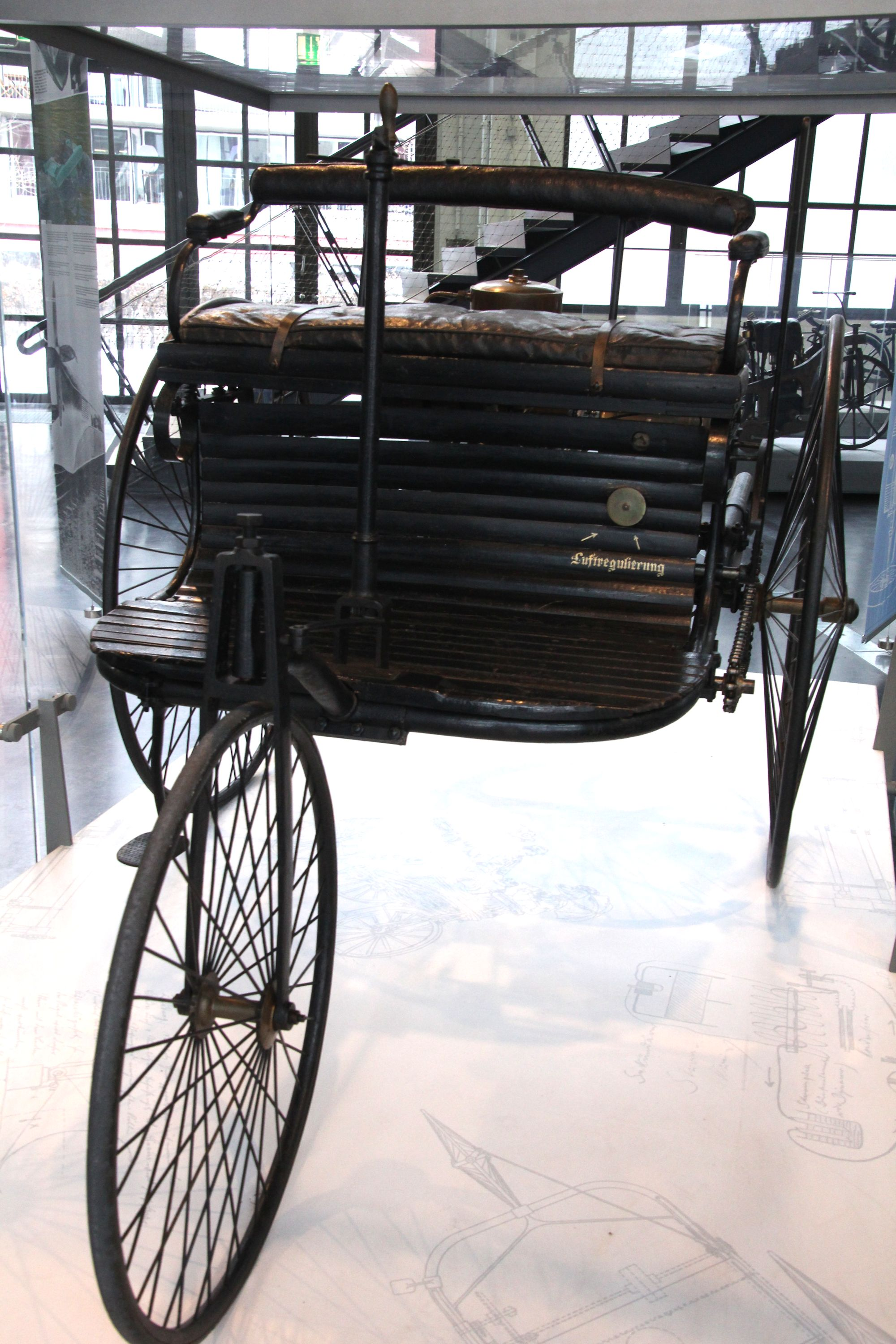
Det första tillverkade exemplaret, Deutches Museum i München
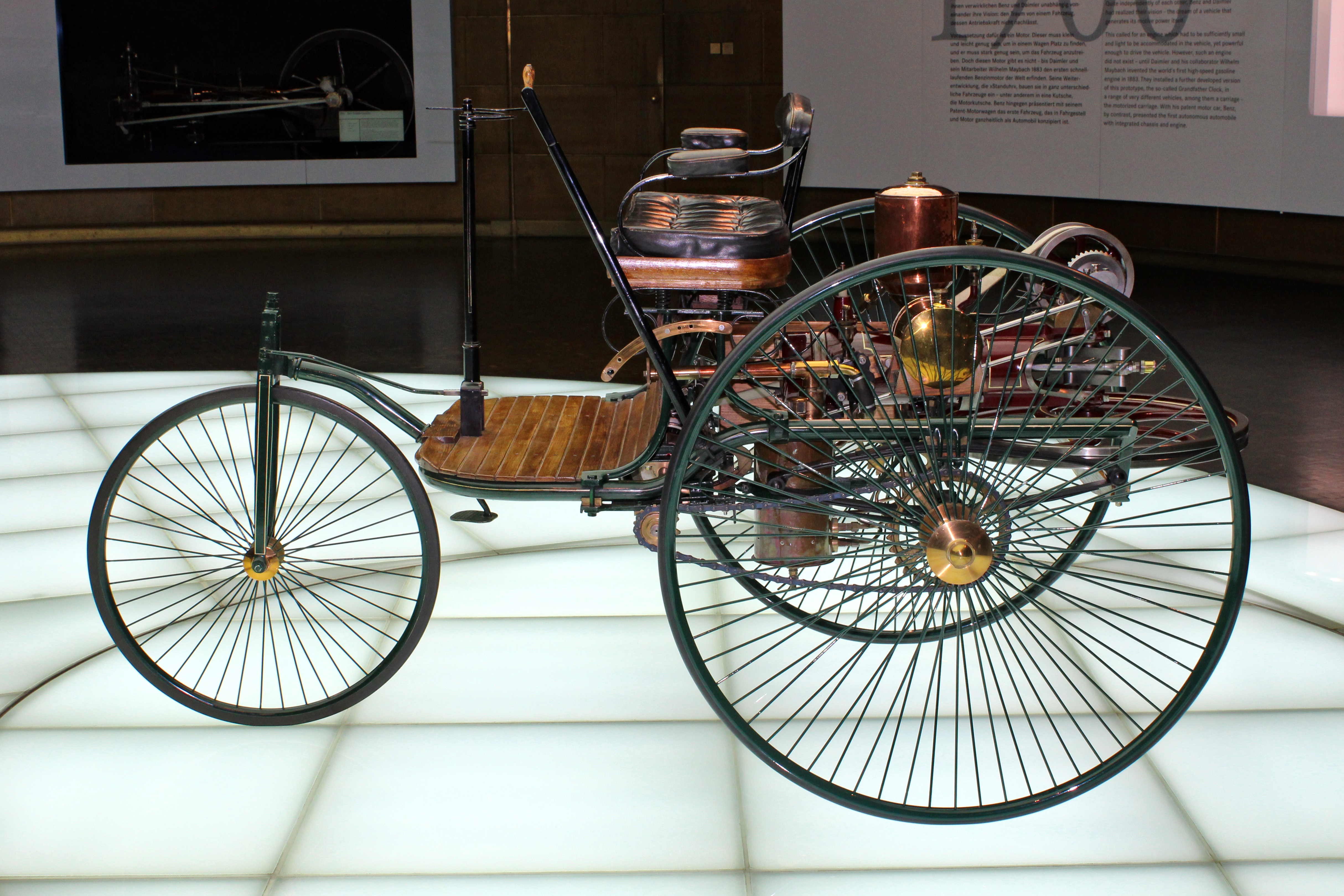
Kopia av Patent Motorwagen
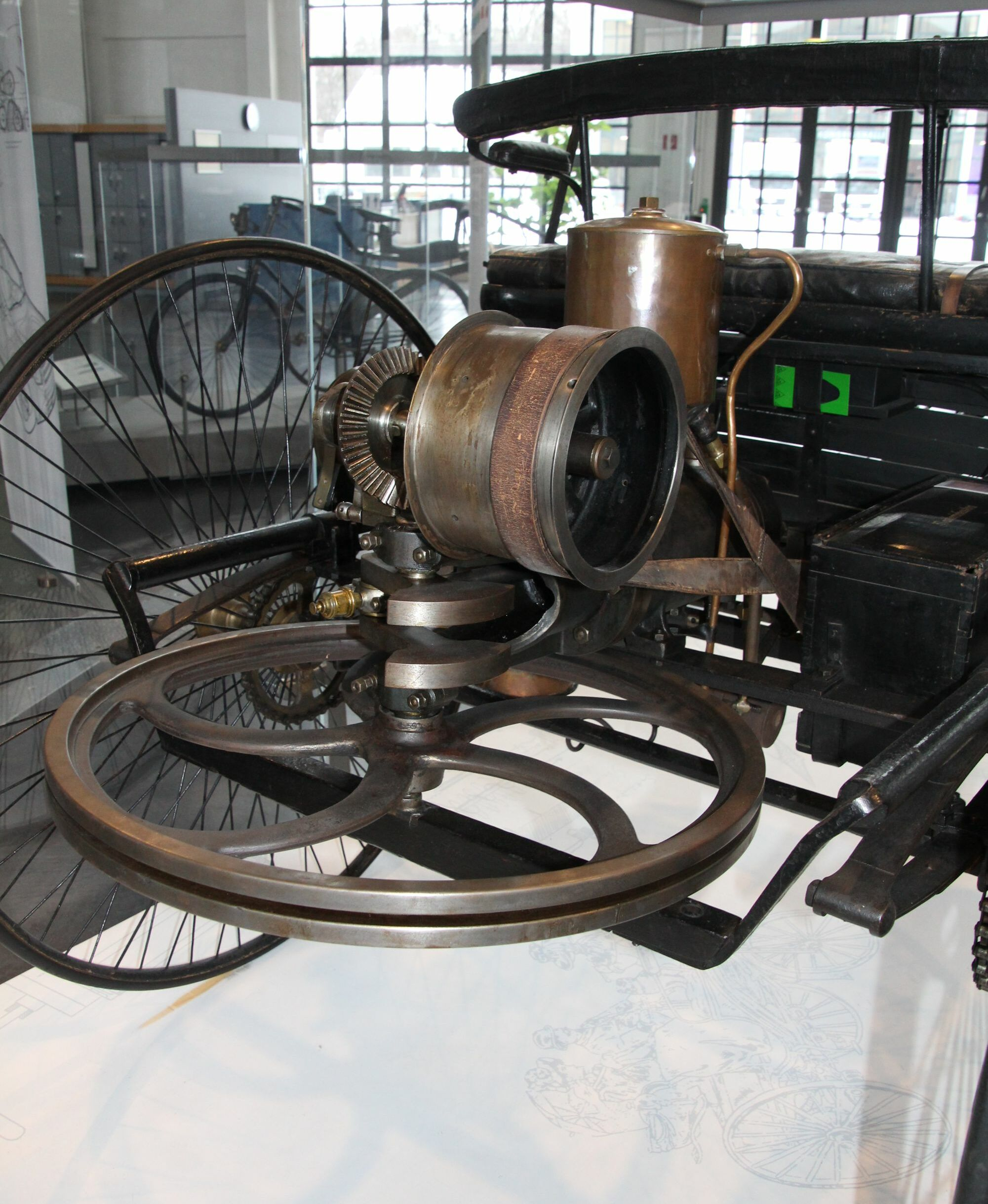
Motorn på det första tillverkade exemplaret
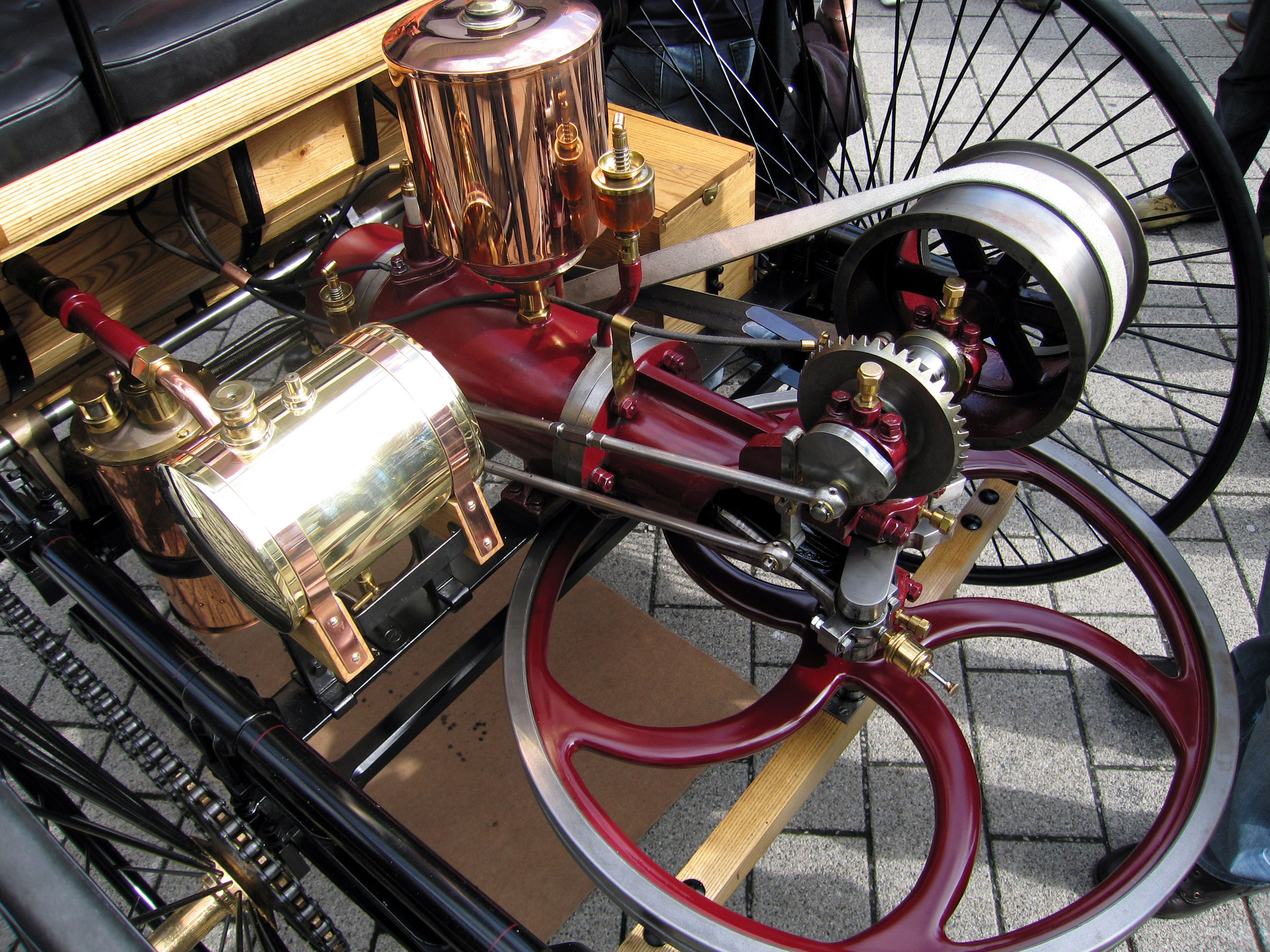
Motorn till Patent Motorwagen